# (KDO)-lipid IVA 3-dezoksi-D-mano-oktulozonska kiselina transferaza
(KDO)-lipid IVA 3-dezoksi--mano-oktulozonska kiselina transferaza (EC 2.4.99.13, KDO transferaza, waaA (gen), kdtA (gen), Kdo transferaza, 3-dezoksi--mano-okt-2-ulozonska kiselina transferaza, 3-dezoksi-mano-oktulozonska kiselina transferaza) je enzim sa sistematskim imenom CMP-3-dezoksi--mano-okt-2-ulozonat:(KDO)-lipid IVA 3-dezoksi--mano-okt-2-ulozonat transferaza. Ovaj enzim katalizuje sledeću hemijsku reakciju
alfa-Kdo-(2->6)-lipid IVA + CMP-alfa-Kdo {\displaystyle \rightleftharpoons } alfa-Kdo-(2->4)-alfa-Kdo-(2->6)-lipid IVA + CMP
Ovaj bifunkcionalani enzim iz Escherichia coli prenosi dva 3-dezoksi--mano-okt-2-ulozonatna ostataka na lipid IVA (cf. EC 2.4.99.12 [(KDO)-lipid IVA 3-dezoksi--mano-oktulozonska kiselina transferaza]).

## Literatura
- Nicholas C. Price; Lewis Stevens (1999). Fundamentals of Enzymology: The Cell and Molecular Biology of Catalytic Proteins (Third изд.). USA: Oxford University Press. ISBN 019850229X.
- Eric J. Toone (2006). Advances in Enzymology and Related Areas of Molecular Biology, Protein Evolution (Volume 75 изд.). Wiley-Interscience. ISBN 0471205036.
- Branden C; Tooze J. Introduction to Protein Structure. New York, NY: Garland Publishing. ISBN 0-8153-2305-0.
- Irwin H. Segel. Enzyme Kinetics: Behavior and Analysis of Rapid Equilibrium and Steady-State Enzyme Systems (Book 44 изд.). Wiley Classics Library. ISBN 0471303097.
- William P. Jencks (1987). Catalysis in Chemistry and Enzymology. Dover Publications. ISBN 0486654605.

## Spoljašnje veze
- (KDO)-lipid+IVA+3-deoxy-D-manno-octulosonic+acid+transferase на 